# Butner
Butner és una població dels Estats Units a l'estat de Carolina del Nord. Segons el cens del 2007 tenia 6.543 habitants.
Aquí va néixer el gàngster Peter Gotti.

## Demografia
Segons el cens del 2000, Butner tenia 5.792 habitants, 1.438 habitatges i 1.009 famílies. La densitat de població era de 337,3 habitants per km².
Dels 1.438 habitatges en un 35,7% hi vivien nens de menys de 18 anys, en un 44,1% hi vivien parelles casades, en un 21,5% dones solteres, i en un 29,8% no eren unitats familiars. En el 25,7% dels habitatges hi vivien persones soles el 8,8% de les quals corresponia a persones de 65 anys o més que vivien soles. El nombre mitjà de persones vivint en cada habitatge era de 2,53 i el nombre mitjà de persones que vivien en cada família era de 3.
Per edats la població es repartia de la següent manera: un 18,8% tenia menys de 18 anys, un 19,7% entre 18 i 24, un 31,1% entre 25 i 44, un 21,7% de 45 a 60 i un 8,7% 65 anys o més.
L'edat mediana era de 33 anys. Per cada 100 dones de 18 o més anys hi havia 144,9 homes.
La renda mediana per habitatge era de 40.341 $ i la renda mediana per família de 46.348 $. Els homes tenien una renda mediana de 32.974 $ mentre que les dones 23.565 $. La renda per capita de la població era de 15.174 $. Entorn del 2% de les famílies i el 5,3% de la població estaven per davall del llindar de pobresa.

## Poblacions més properes
El següent diagrama mostra les poblacions més properes.